# Marty (Film)
Marty ist ein in schwarz-weiß gedrehtes US-amerikanisches Filmdrama des Regisseurs Delbert Mann aus dem Jahr 1955.

## Handlung
Marty Piletti, ein korpulenter italo-amerikanischer Metzger, lebt mit 34 Jahren immer noch bei seiner Mutter Teresa. Alle seine Geschwister haben geheiratet und er bekommt von Bekannten regelmäßig gesagt, dass er das auch tun solle. Seine Versuche, eine Partnerin zu finden, verliefen bisher enttäuschend. Der Ehe nicht abgeneigt, aber durch seine Perspektivlosigkeit entmutigt, hat sich Marty mit seinem Junggesellentum abgefunden und verbringt seine Abende am liebsten vor dem Fernseher oder gelegentlich mit anderen Junggesellen. Seine Mutter ermutigt ihn, in ein Tanzlokal zu gehen und sich dort endlich eine Frau zu suchen. 
Marty hat zunächst wenig Erfolg, bis er die 29-jährige Lehrerin Clara Snyder kennenlernt, die am selben Abend von ihrer Verabredung versetzt wurde. Die beiden kommen sich näher und verbringen die nächsten Stunden gemeinsam. Marty kommt in den Gesprächen mit ihr gut ins Reden über sein Leben. Sie bestärkt ihn in seiner Überlegung, das Angebot seines in den Ruhestand gehenden Chefs anzunehmen, die Metzgerei zu kaufen.
Marty stellt Clara auch seiner Mutter vor, die sich zunächst erfreut zeigt. Doch Martys bester Freund Angie reagiert mit Spott und bezeichnet Clara als hässlich und zu alt. Auch Martys Mutter ist – beeinflusst durch ihre Schwester Catherine, die im Dauerstreit mit ihrer Schwiegertochter liegt und deshalb zu ihrer Schwester und Marty umziehen muss – auf einmal gegen die Bekanntschaft ihres Sohnes. Sie befürchtet, ihn dadurch an die andere Frau zu verlieren. Marty beschließt jedoch gegen alle Widerstände, den Kontakt mit Clara fortzusetzen: Er ruft sie wieder an – so, wie er es am Abend zuvor mit ihr vereinbart hatte.

## Hintergrund
Marty basiert auf Delbert Manns gleichnamigen Fernsehfilm von 1953, in dem Rod Steiger die Hauptrolle spielte. Das Drehbuch schrieb ebenfalls Paddy Chayefsky. Die Leinwandadaption wurde von Harold Hecht und dem Schauspieler Burt Lancaster produziert. Rod Steiger wurde dabei nicht erneut besetzt. Stattdessen erhielt Ernest Borgnine die Hauptrolle, der bereits für Verdammt in alle Ewigkeit und Vera Cruz mit Lancaster vor der Kamera gestanden hatte.
Die Dreharbeiten fanden im Herbst 1954 statt, das Budget betrug etwa 343.000 Dollar. Marty ist bis heute der einzige Film, für dessen Werbekampagne mehr Geld ausgegeben wurde (nämlich 400.000 Dollar) als für die Produktion selbst. Am 11. April 1955 wurde der Film in New York uraufgeführt. Am 2. September 1955 kam er in die deutschen Kinos. 1959 wurde Marty als erste amerikanische Nachkriegs-Produktion auch in der Sowjetunion gezeigt. Der Film war ein weltweiter Erfolg und spielte rund drei Millionen Dollar Gewinn ein.
1991 drehte Chris Columbus unter dem Titel Mama, ich und wir zwei mit John Candy in der Hauptrolle eine Neuverfilmung.

## Kritiken
„Die einfache, rührende, ein wenig lehrhafte Fabel gedeiht unter den Händen des Regisseurs Delbert Mann zu einem sehr aufrichtigen Bild des Lebens der kleinen Leute in Amerika. Einige Familien-Dialoge und triste Amüsier-Szenen sind filmnovellistische Meisterstücke.“

“The actors, under shrewd direction, prove almost everywhere as good as their material. […] Ernest Borgnine as Marty lives up to all the promise he showed as the sadist in ‘From Here to Eternity’, and at the same time brilliantly shatters the type-cast he molded for himself in that picture. His Marty is fully what the author intended him to be - a Hamlet of butchers.”

„(Der) Film ist genau in der Milieuschilderung, psychologisch feinfühlig und hervorragend gespielt.“

„Damals galt ‚Marty‘ in Hollywood als revolutionär, als realistische Schilderung des Alltags kleiner Leute. Aus der Distanz sieht man, daß dieser Alltag romantisch eingefärbt, der vermeintliche Realismus mit viel Sentimentalität aufgeputzt ist.“

## Auszeichnungen
Die Europapremiere des Films fand im Rahmen der Internationalen Filmfestspiele von Cannes 1955 statt, bei denen Marty die Goldene Palme als bester Film und Delbert Mann einen OCIC-Award erhielten. Marty war damit die erste amerikanische Produktion, die mit einer Goldenen Palme ausgezeichnet wurde.
Bei den Oscars 1956 war der Film für den Besten Nebendarsteller (Joe Mantell), die Beste Nebendarstellerin (Betsy Blair), das Beste Schwarzweiß-Szenenbild (Ted Haworth, Walter M. Simonds und Robert Priestley) und die Beste Schwarzweiß-Kamera (Joseph LaShelle) nominiert und erhielt Auszeichnungen in den Kategorien Bester Film (Harold Hecht), Beste Regie (Delbert Mann), Bestes adaptiertes Drehbuch (Paddy Chayefsky) und Bester Hauptdarsteller (Ernest Borgnine).
Delbert Mann war der erste Regisseur, der für sein Debüt mit dem Regie-Oscar ausgezeichnet wurde. Marty ist bis heute der kürzeste Film, der jemals den Oscar als Bester Film erhielt. Bis 2019 war er der einzige Film, der gleichzeitig die Goldene Palme von Cannes und den Oscar als bester Film gewinnen konnte.
Ernest Borgnine und Betsy Blair erhielten bei den British Film Academy Awards 1956 Darstellerpreise, der Film selbst eine Nominierung. In Deutschland kürte ihn die Evangelische Filmgilde zum Film des Monats September 1955.
Bei den dänischen Bodil-Awards wurde Marty als Bester amerikanischer Film ausgezeichnet. Der Film erhielt außerdem einen Directors-Guild-of-America-Award, einen Writers-Guild-of-America-Award, zwei New York Film Critics Circle Awards als Bester Film und für den Besten Hauptdarsteller, zwei National-Board-of-Review-Awards als Bester Film und für den Besten Hauptdarsteller und einen Golden Globe Award für den besten Hauptdarsteller (Ernest Borgnine) in einem Drama.
Im Jahr 1994 wurde Marty in das National Film Registry aufgenommen.